# Zabriskie Point
Zabriskie Point es parte de la Sierra Amargosa, al este del Valle de la Muerte, en el estado de California (Estados Unidos), famoso por su paisaje erosionado.
Está compuesto de sedimentos de un lago que se secó hace 5 millones de años, mucho antes de la formación del Valle de la Muerte.

Vista panorámica de Zabriskie Point

## Nombre
El lugar recibió el nombre del empresario estadounidense Christian Brevoort Zabriskie (1864-1936), vicepresidente y administrador general de la Pacific Coast Borax Company, una empresa que a comienzos del siglo XX llevaba a cabo operaciones de minería en el Valle de la Muerte.

## Historia

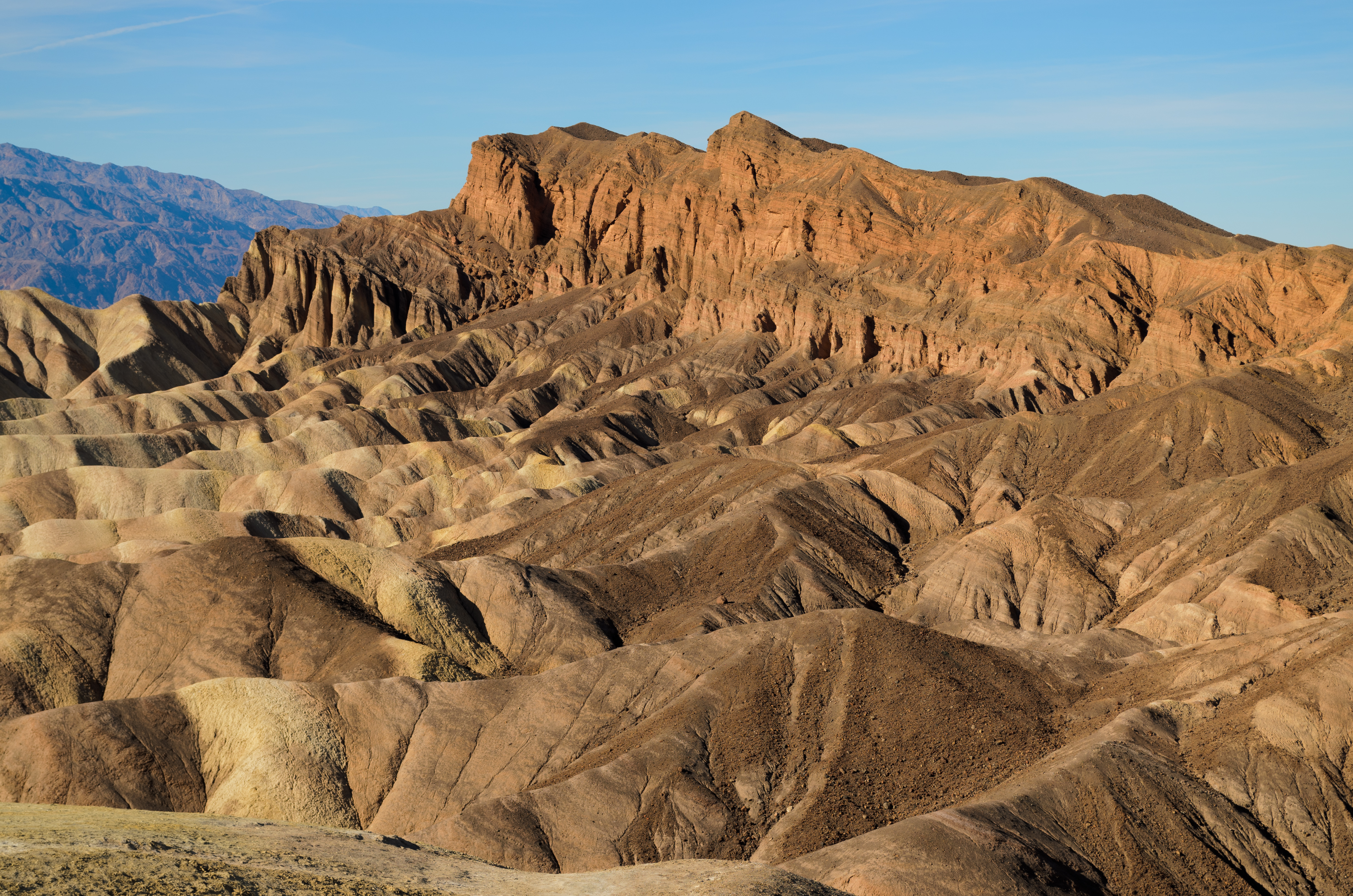
Primer plano de Red Cathedral, a la derecha de Manly Beacon.

Millones de años antes del hundimiento actual y la ampliación del Valle de la Muerte y la existencia del lago Manly (véase la geología del Valle de la Muerte), otro lago cubrió una gran parte del Valle de la Muerte, incluida el área alrededor de Zabriskie Point.
Este antiguo lago comenzó a formarse hace aproximadamente nueve millones de años. Durante varios millones de años de la existencia del lago, los sedimentos se acumulaban en la parte inferior en forma de lodos salinos, gravas de las montañas cercanas y cenizas del campo volcánico de Black Mountain, entonces activo.
Estos sedimentos se combinaron para formar lo que hoy se denomina la formación Furnace Creek.
El clima en el lago Furnace Creek era seco, pero no tan seco como en la actualidad.
Camellos, mastodontes, caballos, carnívoros y pájaros dejaron rastros en los lodos de la orilla del lago, junto con hierbas y juncos fosilizados.
Los boratos, que constituían una gran parte del pasado histórico del Valle de la Muerte, se concentraban en los lechos de los lagos de aguas termales y la alteración de la riolita en el campo volcánico cercano. La meteorización y la alteración por aguas termales también son responsables de la variedad de colores representados allí.

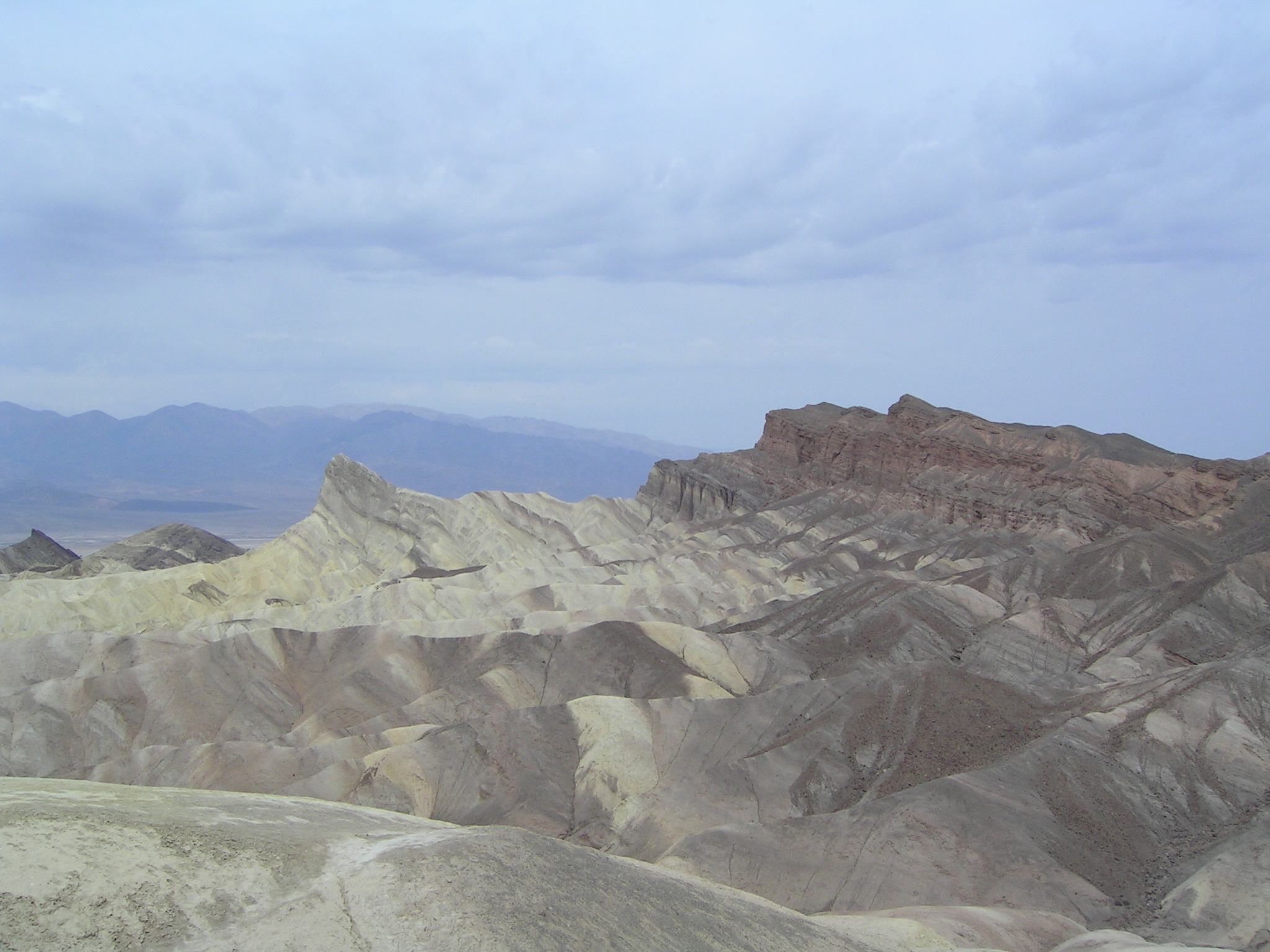
Vista de Manly Beacon desde Zabriskie Point, mostrando convoluciones, texturas y contrastes de color en la roca erosionada

Las montañas regionales construidas hacia el oeste influyeron en que el clima se volviera más y más árido, lo que provocó que el lago se secara y creó un lago seco.
El ensanchamiento y posterior hundimiento del Valle de la Muerte y el levantamiento adicional de las Montañas Negras de hoy inclinaron el área. Esto proporcionó el relieve necesario para lograr la erosión que produjo las baldías (badlands) que se ven hoy.
El material de color oscuro que cubre las crestas de las baldías (a la izquierda en la fotografía panorámica) es la lava de las erupciones que ocurrieron hace tres o cinco millones de años. Esta capa de lava dura ha retrasado la erosión en muchos lugares y posiblemente explica por qué Manly Beacon, el alto afloramiento a la derecha, es mucho más alto que otras partes de las baldías. Manly Beacon recibió su nombre en honor a William L. Manly, quien junto con John Rogers, guiaron a los miembros de los desdichados cuarentones del Valle de la Muerte durante la fiebre del oro en California (en 1849).
La principal fuente de minerales de borato recolectados en las playas del Valle de la Muerte es la Formación Furnace Creek. La formación se compone de más de 1500 m (5000 pies) de lutolita, limolita y conglomerado. Los boratos se concentraron en estos lechos de las aguas termales y alteraron la riolita de los campos volcánicos cercanos.

## En la cultura popular
Zabriskie Point se usó como localización cinematográfica para la película estadounidense Espartaco (de 1960), mostrando al jefe de la escuela de gladiadores, Peter Ustinov (1921-2004), en un paseo en muladar a una mina egipcia para comprar esclavos para entrenarlos.
Esta ubicación se utilizó para representar la superficie de Marte en la película estadounidense Robinson Crusoe en Marte (1964).
Zabriskie Point es también el nombre de una película de 1970 del director italiano Michelangelo Antonioni; su banda sonora presenta música de la banda británica Pink Floyd y Jerry Garcia.
El filósofo Michel Foucault (1926-1984) calificó su viaje ácido de 1975 en Zabriskie Point como la mejor experiencia de su vida.
Esta ubicación aparece prominentemente en la portada del álbum The Joshua Tree (1987) de la banda irlandesa U2.
Zabriskie Point es un código soviético para una ubicación en la superficie de la Luna en Omon Ra (1992), la primera novela de Víktor Pelevin (1962-).
Zabriskie Point es el nombre del álbum de la banda británica Radio Massacre International lanzado en 2000.
Zabriskie Point es un lugar significativo en las novelas Dust and decay (2011), Fire and ash (2013) y Fall of night (2014) del escritor estadounidense Jonathan Maberry (1958-). En las tres novelas, Zabriskie Point es la ubicación de una estación de investigación química y biológica de alto secreto.
En la primera temporada de El mandaloriano (2020), las formaciones Red Cathedral y Manly Beacon, de Zabriskie Point, se utilizaron como base para tomas que luego se alteraron digitalmente para formar el planeta Arvala-7.